# المدرسة الشمالية الثانوية (إيستليك، أوهايو)
المدرسة الشمالية الثانوية (بالإنجليزية: North High School)‏ هي مدرسة ثانوية عامة في إيستليك، أوهايو. إنها واحدة من مدرستين ثانويتين في منطقة مدارس مدينة ويلوبي-إيستليك.